# حي أكتوبر (المكلا)

تعديل مصدري - تعديل

حي أكتوبر هو أحد أحياء مدينة المكلا في محافظة حضرموت اليمنية. يبلغ تعداد سكانه 20709 نسمة حسب التعداد السكاني في اليمن لعام 2004.